# Aeropuerto de La Albericia
El aeropuerto de La Albericia o aeródromo de La Albericia fue un desaparecido aeródromo ubicado en el barrio de La Albericia (Santander, Cantabria), en el norte de España. Fue el primer aeropuerto existente en Cantabria, manteniendo su actividad desde 1910-1912 hasta su sustitución en septiembre de 1953 por el nuevo Aeropuerto de Cantabria, en Parayas (Camargo) y cerrando definitivamente en 1965.
En sus cercanías también hubo una fábrica de aviones entre 1916 y 1917.

## Historia

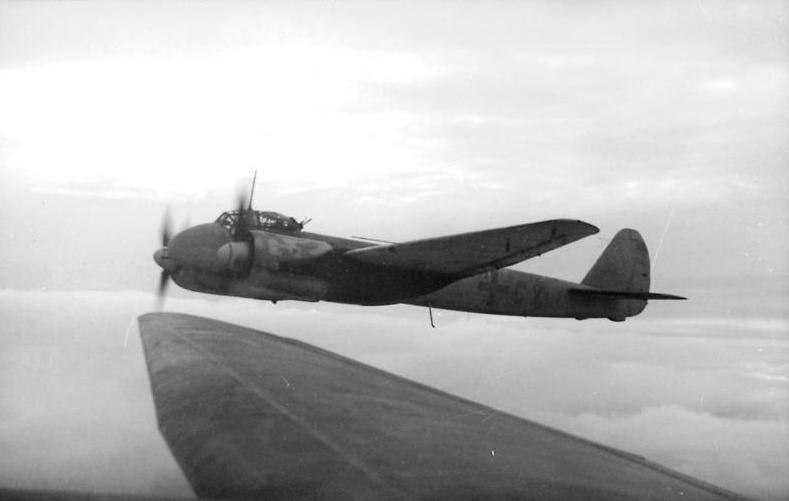
Dos Junkers Ju 88 C alemanes aterrizaron en La Albericia en marzo y julio de 1943, durante la Segunda Guerra Mundial, quedando internados.

Los terrenos de La Albericia fueron utilizados para la aviación por primera vez en 1910, a consecuencia de un festival aéreo. Sin embargo, no sería hasta 1912 cuando dichos terrenos fueron acondicionados, construyéndose dos hangares y mejorando la pista. Desde entonces fueron sucediéndose diversos eventos aéreos como la Copa Montañesa de Aviación, a los que contribuyó el Aeroclub Santanderino, fundado en 1913.
En 1915 se construyó en las cercanías del aeropuerto la fábrica de aviones de la Sociedad Española de Construcciones Aeronáuticas y Similares (SECAS), que contribuyó con una docena de aparatos militares para el Ejército.
En 1921 se inauguró la primera línea regular de pasajeros, entre Santander, Bilbao y Bayona (Francia); sin embargo esta línea no operaba desde La Albericia, sino que lo hacía desde la bahía de Santander al ser una línea de hidroaviones. La línea, perteneciente a la Compañía Franco Bilbaína de Transportes Aeronáuticos, fue operada tan solo unos meses por la Red de Hidroaviones del Cantábrico.
Durante la Guerra Civil (1936-1939) el aeropuerto de La Albericia, así como el cercano aeródromo de Pontejos o Rubayo (de reciente creación), vieron actividad militar de ambos contendientes. En La Albericia estuvo situado el Mando Aéreo Republicano del Norte. Con la toma de Santander por los sublevados, ambos aeródromos serían utilizados como bases por la Legión Cóndor alemana a partir de 1937. Al finalizar el conflicto armado el aeropuerto de La Albericia recibe tráfico aéreo civil y también militar al quedar instalada una base aérea.
En 1948 el aeropuerto fue abierto de forma oficial al tráfico civil de pasajeros nacional e internacional. En esa época la superficie de aterrizaje era de 1500 metros por 200 metros, de terreno natural; la pista 09-27 de riego asfáltico tenía unas medidas de 1500 por 40 metros; como ayuda para la navegación aérea solo contaba con comunicaciones de onda corta y un gonio.
Dos años más tarde (1950) la compañía aérea Iberia inauguró la línea Santander-Madrid. Sin embargo el aeropuerto ya estaba quedándose obsoleto por las limitaciones físicas, con lo que se buscó un emplazamiento para un nuevo aeropuerto. En 1951 comenzaron las obras del nuevo aeropuerto en Parayas.
Entre noviembre de 1952 y abril de 1953 se cerró el aeropuerto de La Albericia al tráfico para realizar mejoras en la pista de aterrizaje. Entre ese último mes y septiembre del mismo año el aeropuerto volvió a su actividad, hasta el 25 de septiembre, el mismo día en el que se inauguró el nuevo aeropuerto de Parayas.
En 1965 se cerró definitivamente el aeropuerto, pasando los terrenos a la propiedad del Ayuntamiento de Santander, que construyó en ellos el Complejo Deportivo de La Albericia.

## Instalaciones
El aeropuerto de La Albericia contaba con una pista de aterrizaje en lo que hoy en día es la avenida del Deporte de la capital cántabra. También contaba con la correspondiente torre de control y con un hangar.